# Опариш

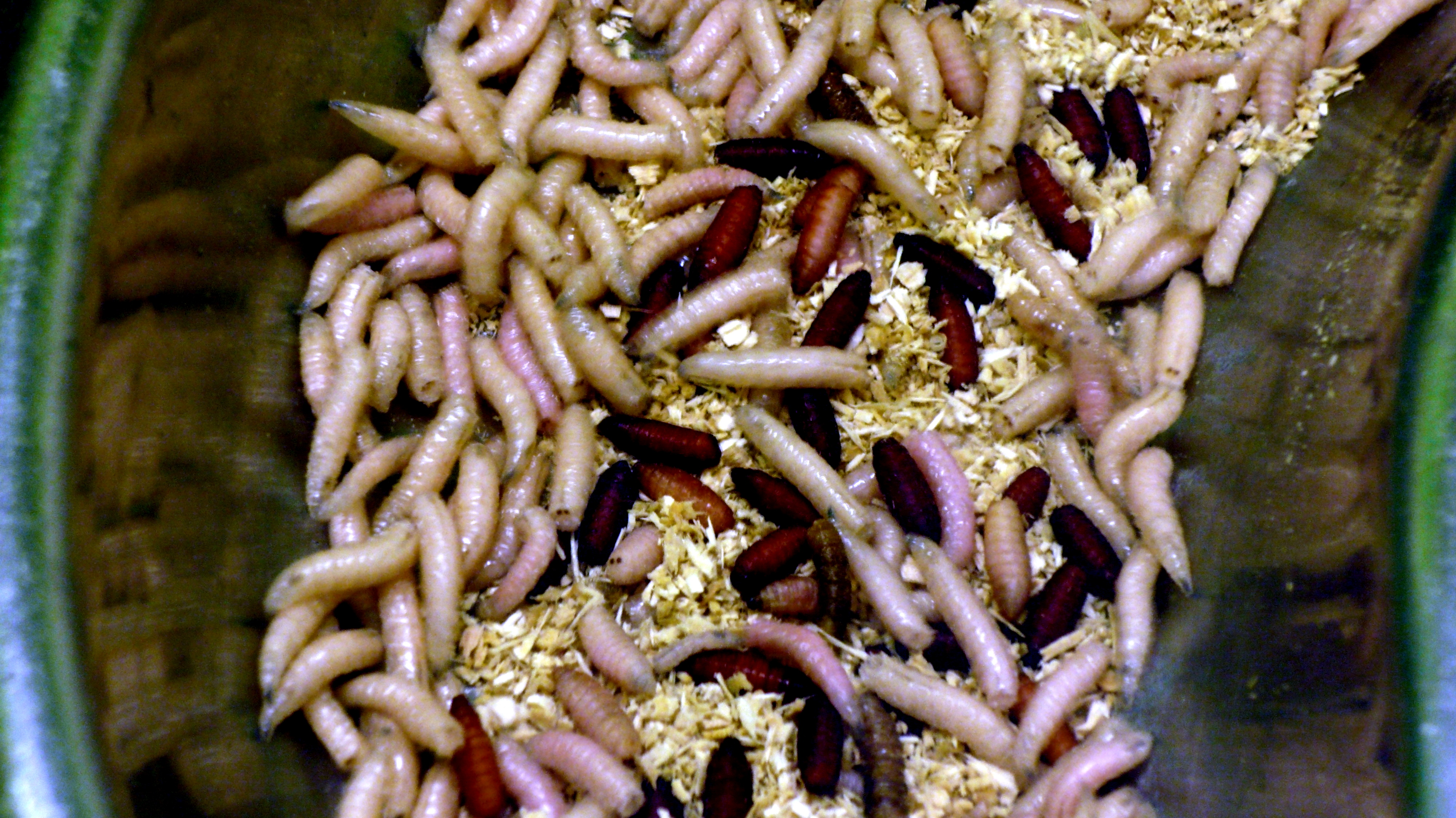
Штучно вирощені опариші в лондонському зоопарку

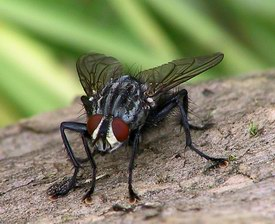
М'ясна муха

Опариш — личинка м'ясної мухи. Використовується як наживка у рибальстві та багатий на білок харчовий продукт для відгодівлі птахів та риб. Є об'єктом напівпромислового розведення.
Довжина личинки 4-12 мм. У дикій природі харчується несвіжим м'ясом та іншими продуктами за умови, що процес ферментації вже пройшов. У лабораторних умовах личинок вирощують на солодкому клейстері (розчин крохмалю і цукру).
При сприятливих умовах перебуває у вигляді личинки 10-15 днів, після чого перетворюється на муху; при несприятливих умовах занурюється в анабіозний стан, в якому здатна витримати морози до -30° C. При негативних температурах може жити до 2 років.

## Використання
Опаришів штучно розводять для годівлі акваріумних риб, птахів в зоопарках та домашніх умовах. Для очищення від залишків продуктів життєдіяльності личинок перед годівлею декоративних риб та птахів бажано декілька діб витримати у свіжому сирі.
У рибальстві використовується як популярна наживка. Для ловлі більш великої риби використовують личинки Hermetia illucens, що дуже схожі на опаришів.
В деяких клініках застосовується як дешевий, ефективний і безпечний спосіб очищення ран від мертвих тканин і нагноєнь. Личинку поміщають на рану і залишають на деякий час, в результаті чого опариш з'їдає всі мертві тканини, залишаючи рану чистою. Цей метод використовується в більш ніж 1500 медичних центрах в Європі та США.